# Coteaux du Montmorélien
Les coteaux du Montmorélien sont un site Natura 2000 situé en Charente.
Il est caractérisé par sa très grande richesse botanique avec en particulier plus de trente espèces d'orchidées.

## Localisation
C'est un site éclaté en une quarantaine de coteaux répartis sur les cantons de Barbezieux, Brossac, Chalais et Montmoreau et sur de nombreuses communes, de Ronsenac la plus au nord, Berneuil la plus à l'ouest, Courlac la plus au sud et Gurat et Salles-Lavalette les plus à l'est avec Aignes-et-Puypéroux, Bors, Courgeac, Juignac, Palluaud, Saint-Amant, Brie-sous-Chalais, Châtignac, Saint-Félix, Saint-Laurent-des-Combes.
Les coteaux se répartissent sur 25 km d'ouest en est et 20 km du nord au sud.

## Géographie

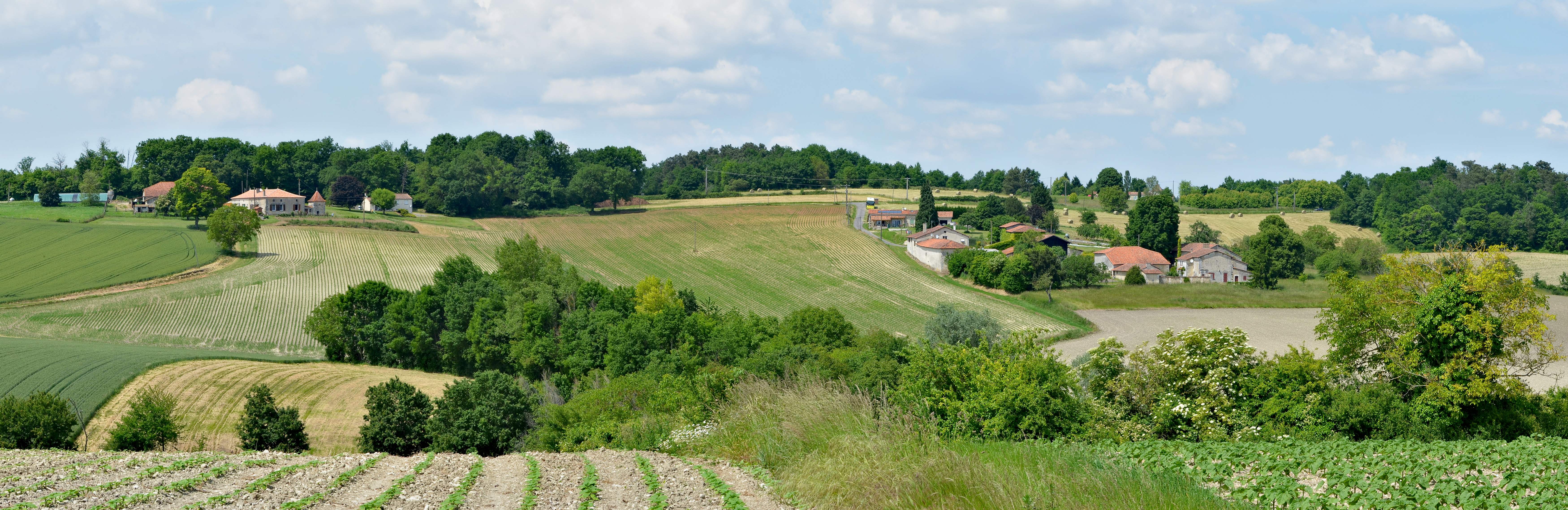
Coteaux et fermes près de Montmoreau.

### Géologie et relief

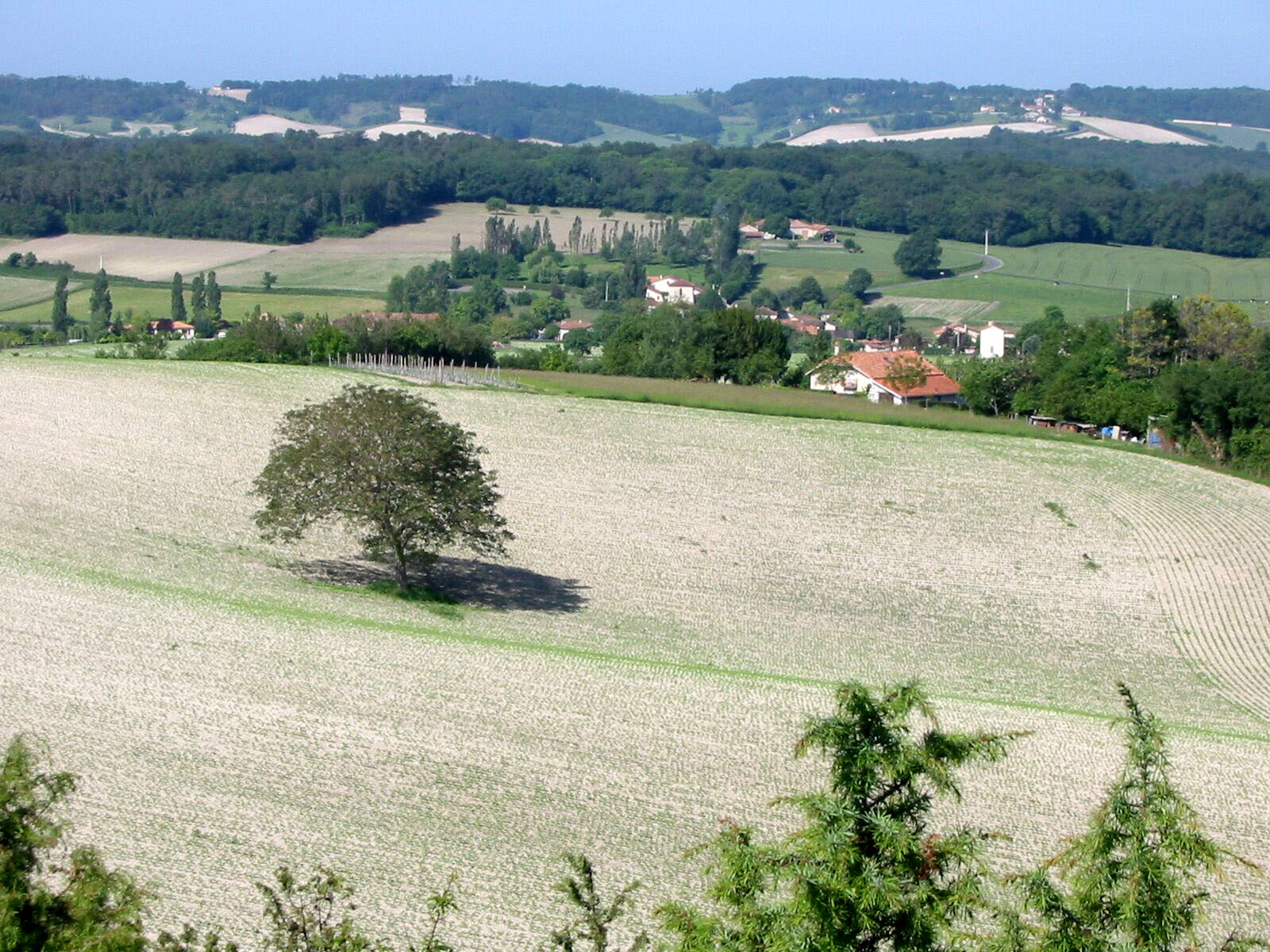
Paysage crayeux vers St-Laurent-des-Combes.

Le site est constitué d'une cinquantaine de coteaux dont la géologie est spécifique : des calcaires crayeux ou marneux du Crétacé supérieur datant du Campanien,,.
Ce paysage vallonné appartient à la Champagne charentaise, et les altitudes varient entre 87 et 174 mètres.

### Végétation
Pour 60 % le site est constitué de pelouses sèches calcaires, et pour 20 % de broussailles et fourrés de genévrier.
Les forêts et bouquets de chênes pubescents (Quercus pubescens) représentent 10 % de la surface, et les forêts de résineux 5 %.
Des bas-marais alcalins et des prairies semi-naturelles humides en bas des versants représentent 1 % chacun.

## Historique du site
Le site Natura 2000 coteaux du Montmorélien fait partie de la liste nationale française des sites soumis à la formation du réseau Natura 2000 et a été intégré au réseau Natura 2000 sous le numéro FR5400420. Il a été classé site d'importance communautaire (SIC) donc Zone spéciale de conservation (ZSC).
Ce site est géré par la sous-préfecture de Cognac avec comme opérateur le conservatoire d’espaces naturels.
Le document d’objectifs a été validé le 17 juin 2004.
La note de mise en œuvre du volet agricole ont été signées le 6 décembre 2004.

## Habitats
Trois habitats naturels présents sont d'importance C (importants mais d'une surface représentant moins de 2 % de la surface de ce type d'habitat sur le territoire national).
Les pelouses sèches calcicoles, sites d'orchidées remarquables représentent 60 % de la surface, les landes à buissons de génévriers juniperus communis 23 % et les prairies à molinie bleue 1 %.

## Espèces d'intérêt communautaire

### Mammifères
Une chauve-souris, le petit rhinolophe (Rhinolophus hipposideros) est présente sur le site.

### Amphibiens
Le sonneur à ventre jaune (Bombina variegata) est présent mais de façon peu importante. 	 

### Invertébrés
Sont présents l'Agrion de Mercure (Coenagrion mercuriale), le Cuivré des marais (Lycaena dispar), le damier de la succise ou damier des marais (Euphydryas aurinia), et le Lucane cerf-volant (Lucanus cervus). Pour ces espèces, le site est d'importance C (présence de moins de 2 % de l'effectif connu en France).
La Cordulie à corps fin (Oxygastra curtisii) et le Gomphe de Graslin (gomphus graslinii) n'ont qu'une présence peu significative

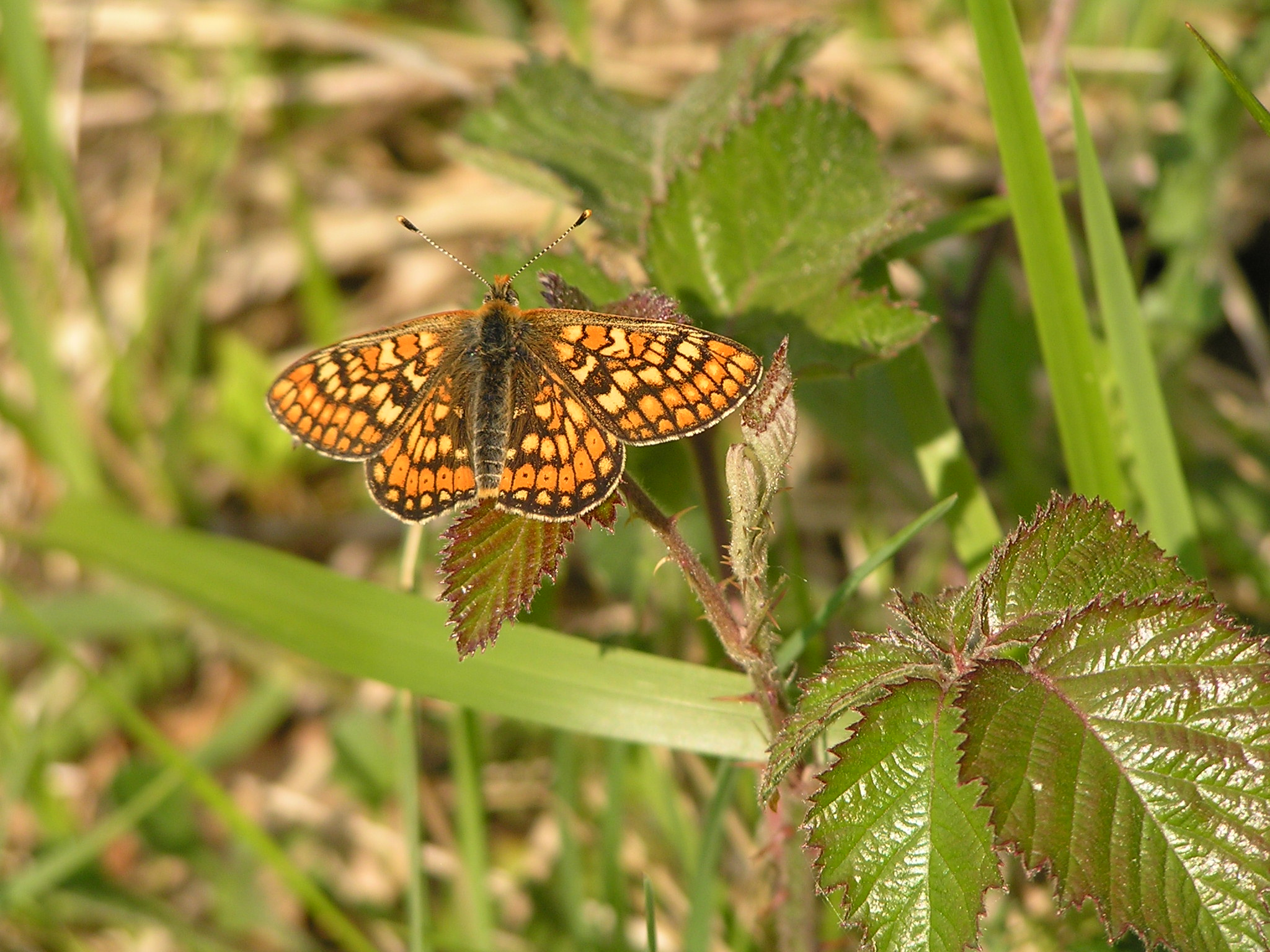
Damier de la succise.
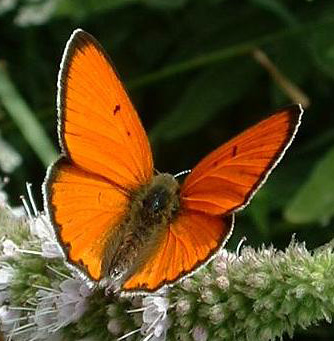
Cuivré des marais.
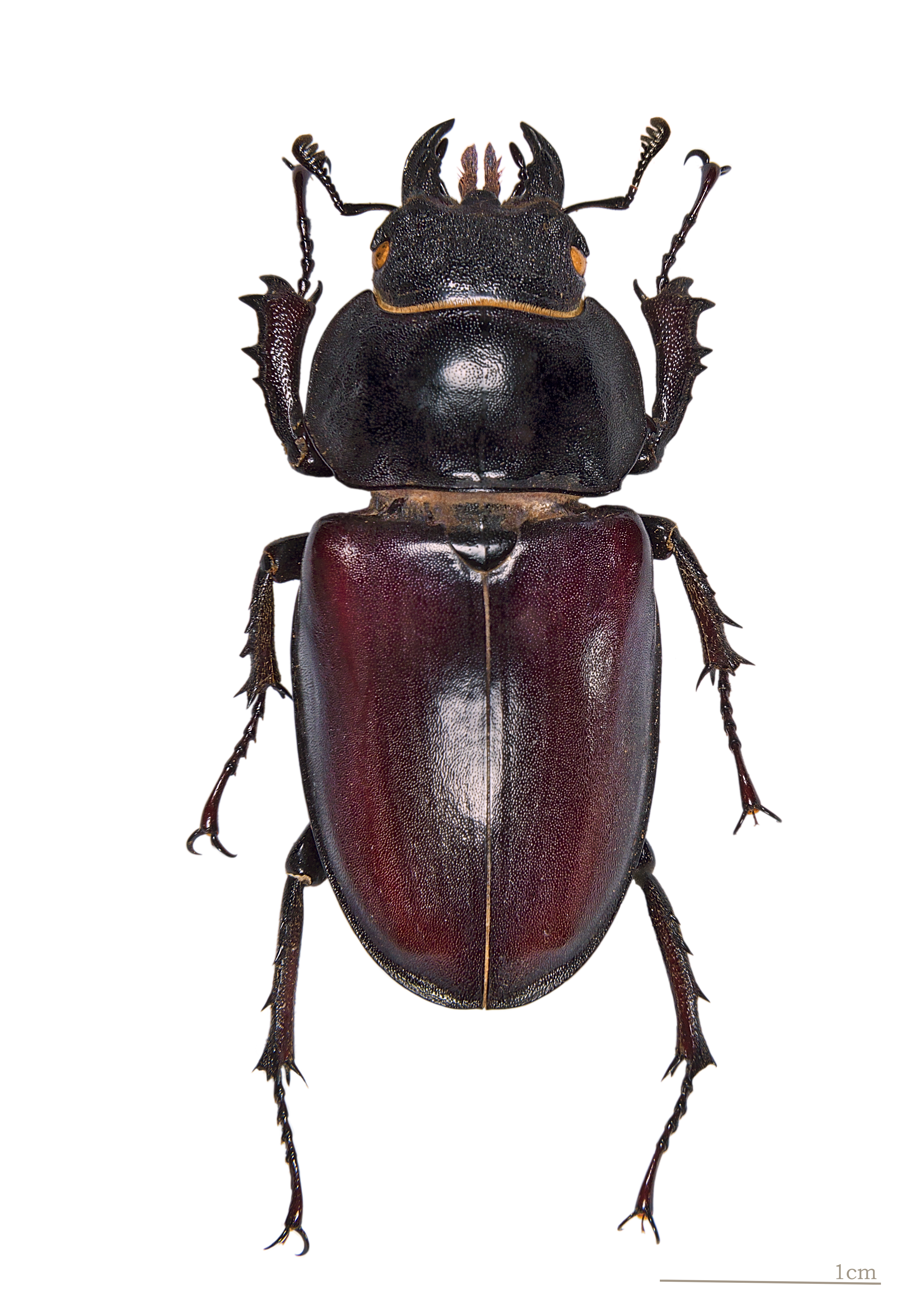
Lucane cerf-volant femelle.
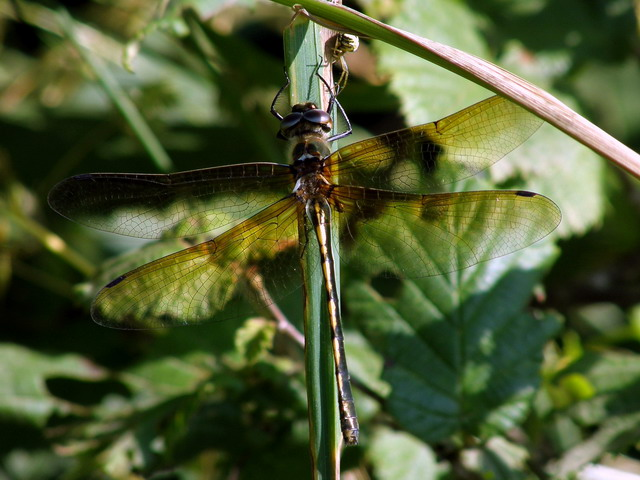
Cordulie à corps fin.

## Espèces remarquables bien que n'étant pas d'intérêt communautaire

### Flore
Ce sont 30 espèces d'orchidées qui y ont été recensées sur les 53 espèces existant en Poitou-Charentes (pour un total national de 140).
Les orchidées : Ophrys lutea, Serapias vomeracea, Ophrys ciliata...
L'ophrys brun ou ophrys lupercalis y a été photographiée.
Lors de la sortie Chez Verdu du 2 juin 2007 ont été trouvées l’orchis pyramidal (Anacamptis pyramidalis), l’orchis bouc (Himantoglossum hircinum), l’homme-pendu (Orchis anthropophora), l’orchis Verdâtre (Platanthera chlorantha), l’orchis moucheron ou orchis moustique (Gymnadenia conopsea), et l’orchis élevé (Dactylorhiza elata), ainsi que des orphys, ophrys bécasse (Ophrys scolopax), ophrys mouche (Ophrys insectifera), ophrys abeille (Ophrys apifera) et l’ophrys abeille variété trollii.
La cephalanthère à feuilles étroites (Cephalanthera longifolia) était en fin de floraison.

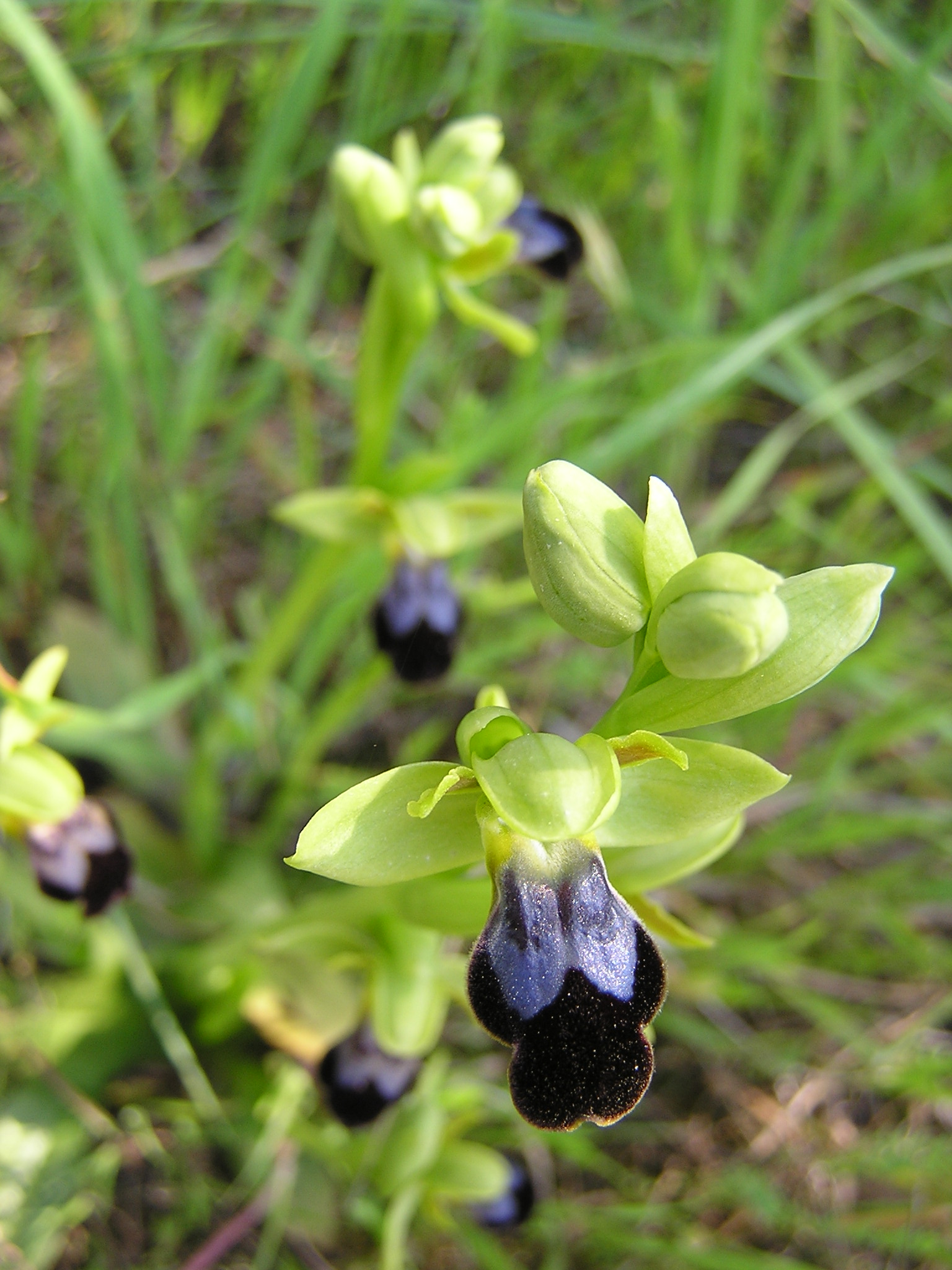
Ophrys brun (Ophrys fusca).
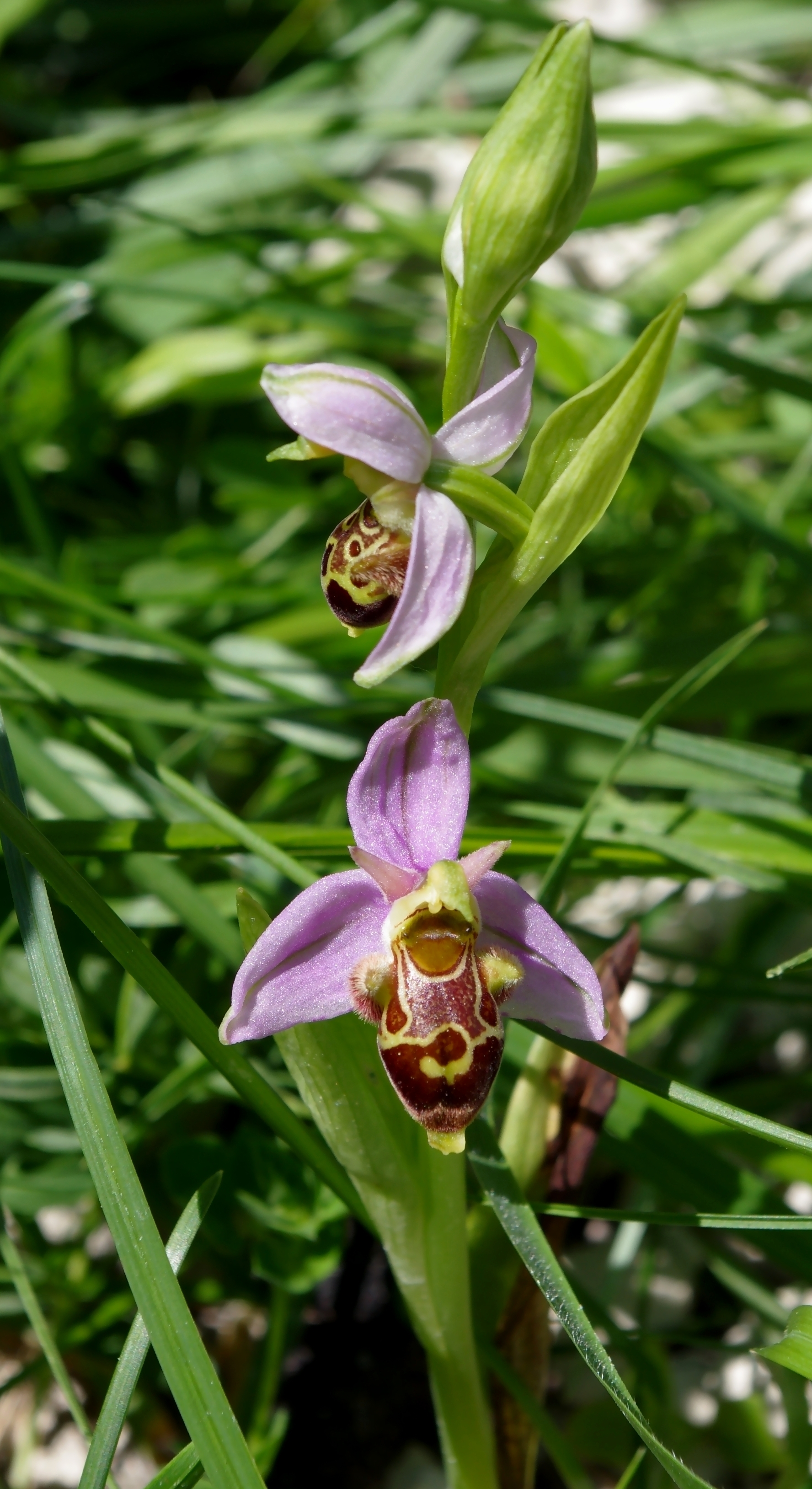
Ophrys bécasse (Ophrys scolopax).
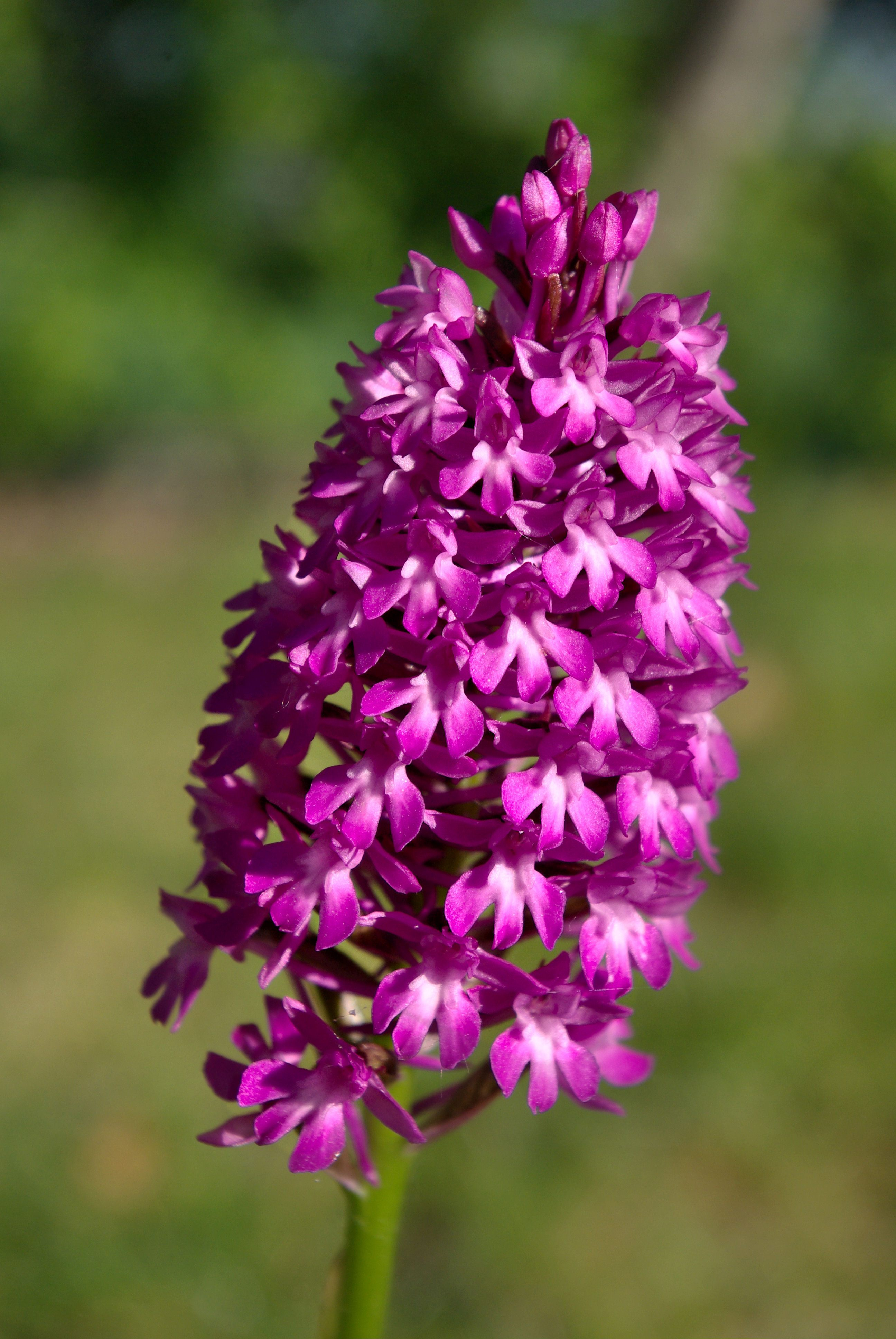
Orchis pyramidal (Anacamptis pyramidalis).
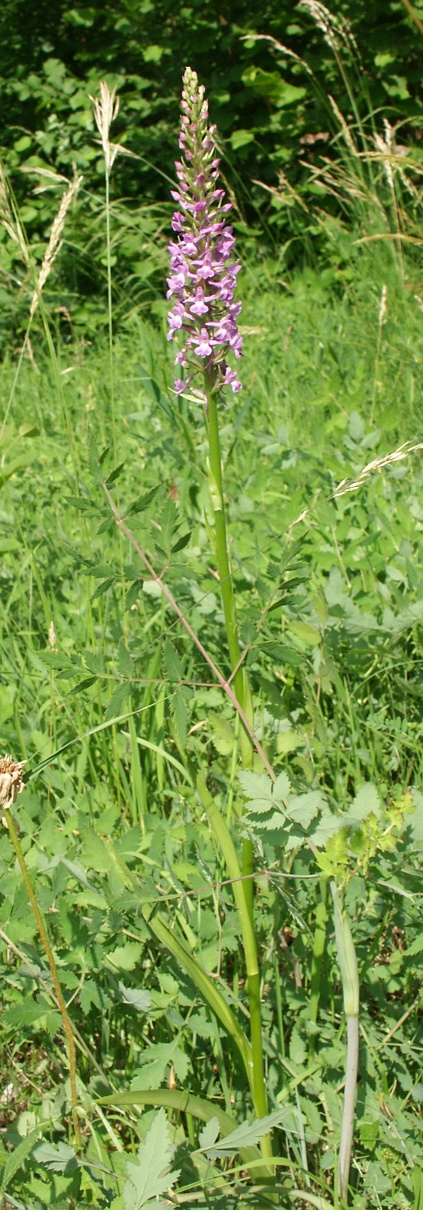
Orchis moustique (Gymnadenia conopsea).
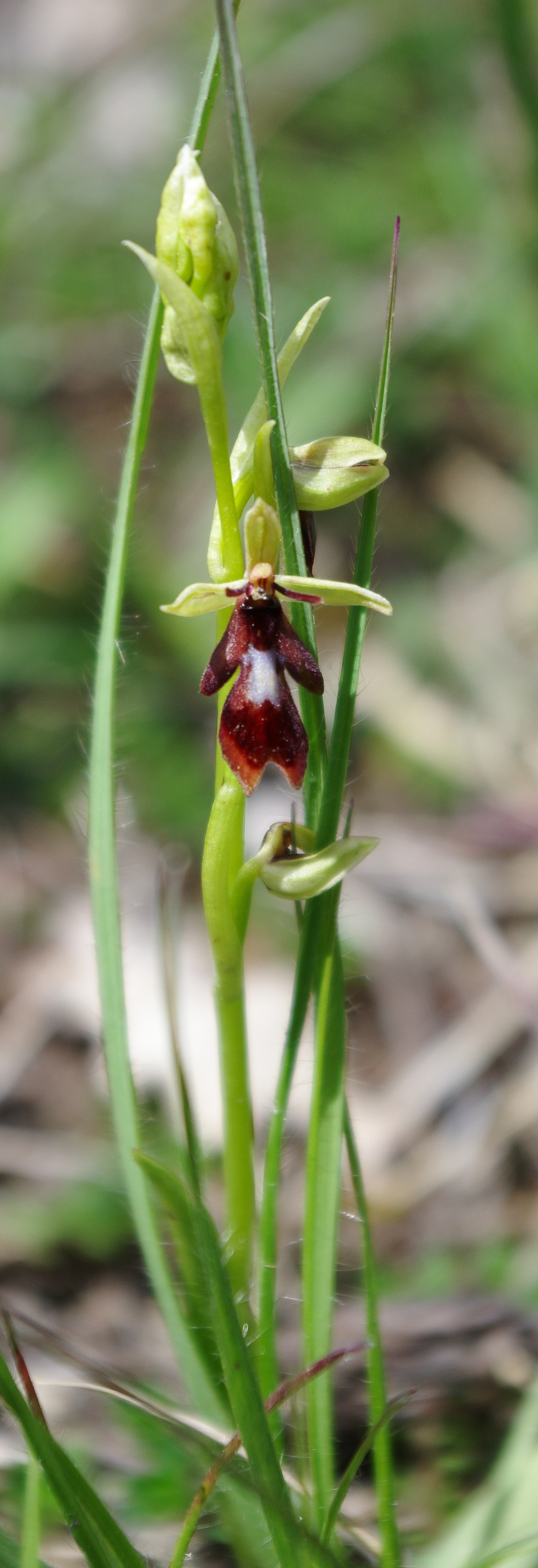
Ophrys mouche (Ophrys insectifera).
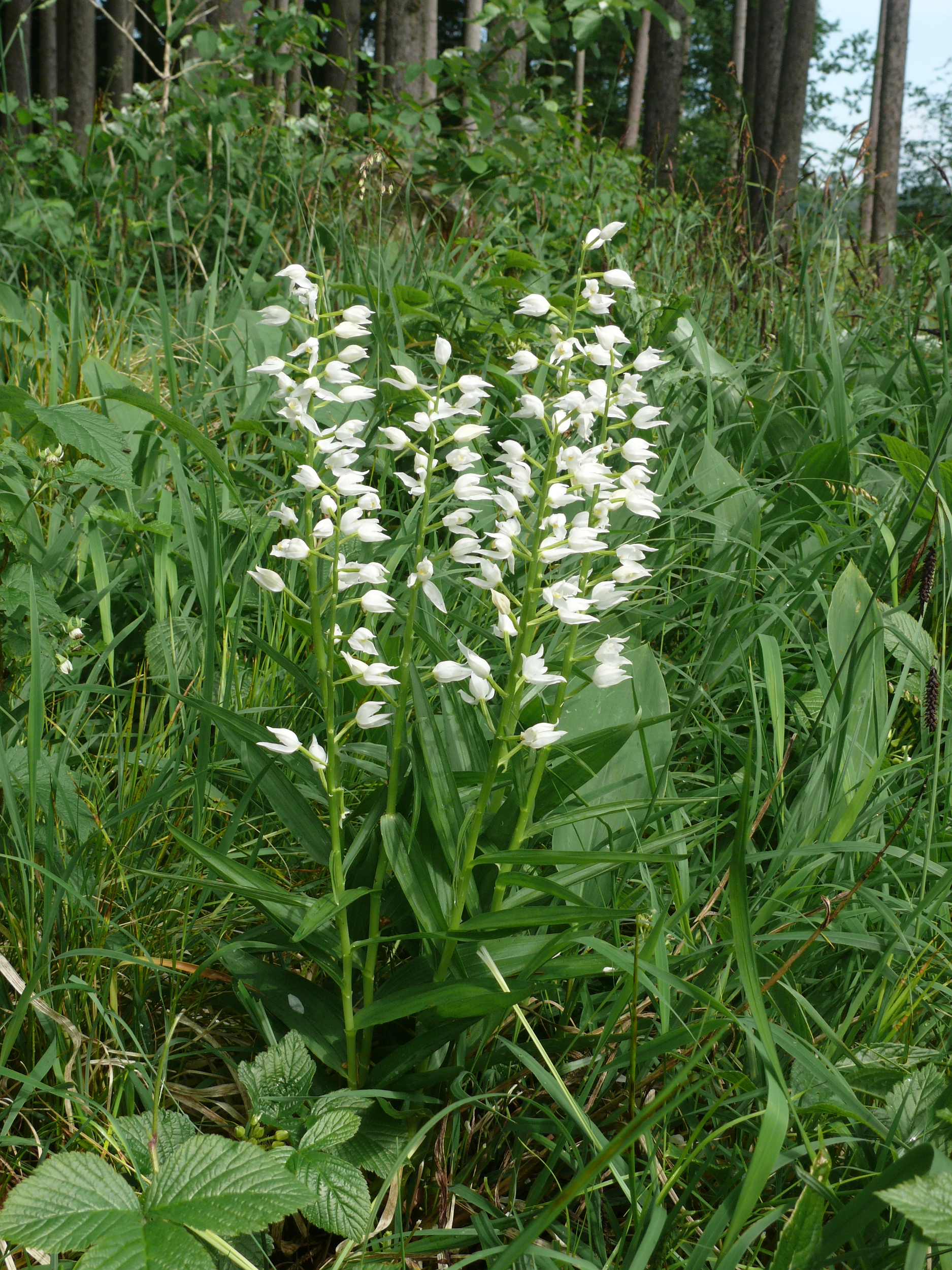
Cephalanthère à feuilles étroites (Cephalanthera longifolia).

Il y a présence de syntaxons endémiques.
Des plantes méridionales s'y retrouvent ainsi que la biscutelle de Guillon (Biscutella guillonii).

## Conservation du site
Les objectifs du DOCOB sont la préservation des pelouses sèches calcicoles et la sensibilisation de la population à leur préservation.
Pour cela le conservatoire a déjà signé un contrat Natura 2000, convention de restauration de coteaux dont une partie est boisée par du résineux et une autre est enfrichée sur le coteau de l'abbaye de Maumont.
La  sensibilisation de la population a lieu par exemple par des sorties nature.
Le coteau de chez Verdu est comme 28 autres hectares du site la propriété du CREN, qui a procédé à des débroussaillages. Les pins maritimes ont été abattus et débardés à l’ancienne avec un cheval. Les prairies du coteau sont entretenues par les vaches d’un agriculteur local et le marais tourbeux en fond de vallée est redevenu une roselière.